# Pavel Alexandrovič Solovjov
Pavel Alexandrovič Solovjov (rusky Па́вел Алекса́ндрович Соловьёв, 26. června 1917 – 13. října 1996) byl sovětský a ruský konstruktér leteckých motorů.
Více než 35 let, mezi lety 1953 až 1989, byl vedoucím sovětské konstrukční kanceláře v Permu, která dnes nese název Aviadvigatěl. Před ním kancelář vedl Arkadij Švecov. V roce 1960 vyvinul dvouproudový motor D-20P pro Tupolev Tu-124, jeden z prvních letounů s dvouproudovými motory na světě a první v SSSR. Následován byl motorem Solovjov D-30 pro Tupolev Tu-134. D-30 se stal nejrozšířenějším sovětským proudovým motorem. Jeho asi nejznámějším motorem je Aviadvigatěl PS-90 pro ruská civilní letadla, který je dnes široce používán.
Vyznamenán byl jako hrdina socialistické práce, obdržel Leninovu cenu a čtyři Leninovy řády.